# Connellia augustae

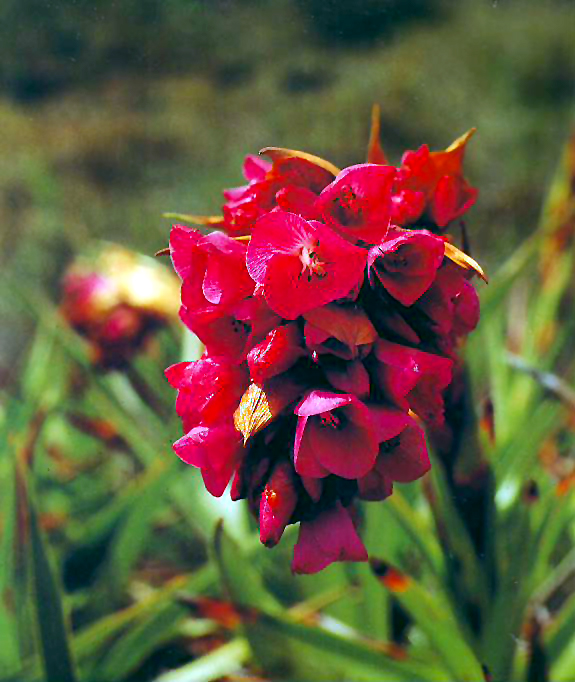

Connellia augustae là một loài thực vật có hoa trong họ Bromeliaceae. Loài này được (M.R.Schomb.) N.E.Br. mô tả khoa học đầu tiên năm 1901.